# SimpleBurn
SimpleBurn (англ. simple — простой, burn — прожигать) — компьютерная программа, представляющая собой графический интерфейс для консольных программ Cdrtools, Cdrkit и др., предназначенных для работы с файловыми системами оптических дисков.

## Особенности

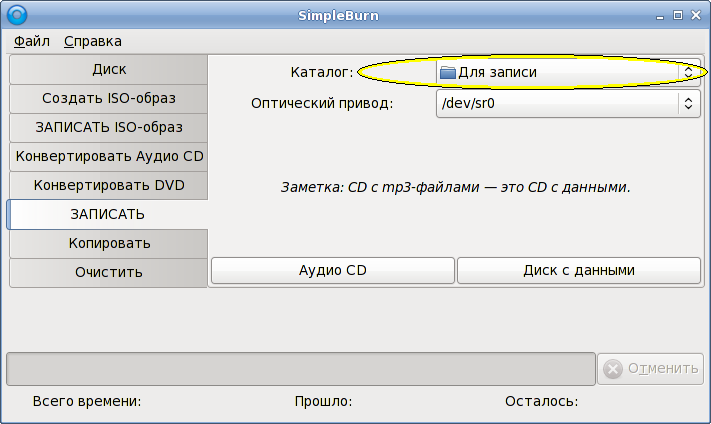
Вкладка записи диска с произвольными данными

Отличительной чертой программы, как и следует из её названия, является простой вкладочный пользовательский интерфейс и полное отсутствие настроек. Также, в ней отсутствует окно с отображением файловой системы компьютера для добавления необходимых для записи разных каталогов и файлов — для этого существует возможность выбора только одного каталога, в который необходимо предварительно скопировать записываемое содержимое (на рисунке).
Архив с исходными кодами SimpleBurn занимает объём около 50-ти килобайт.

## Возможности
Кроме базовой функции записи произвольных данных, в SimpleBurn присутствуют дополнительные возможности:
- Извлечение ISO-образа с диска, а также запись его на диск.
- Извлечение данных с аудио CD (CD-риппинг) в WAV-формат (PCM) с возможностью сжатия алгоритмами FLAC, OGG и MP3 с битрейтом 256 кбит/сек. Запись аудио CD из WAV, MP3 и OGG файлов.
- Копирование «на лету» дисков с произвольными данными и аудио CD, то есть одновременное считывание данных с одного диска и запись этих данных на другой диск (при наличии двух оптических приводов).
- Быстрая или полная очистка перезаписываемых дисков (форматирование).
- Получение краткой информации о диске: объём чистого диска, тип файловой системы (ISO 9660 или UDF), тип диска (аудио CD, CD, CD-RW, DVD или DVD-RW).
- Конвертирование DVD-видео в форматы MPEG-4 и MPEG-2.

## Зависимости
Для функционирования SimpleBurn, в операционной системе должны быть установлены следующие компоненты:
- Cdrtools или Cdrkit (используются по умолчанию) — программы для работы с дисками. Также можно использовать набор программ и библиотек: LibBurnia (Cdrskin (англ.), xorriso) + Cdparanoia (LibCDIO) + Cdrdao (англ.).
- Udev (используется по умолчанию) или LibCDIO — системные сервисы.

Программы, используемые SimpleBurn при необходимости (опционально):
- Mpg123 (или Mpg321), Vorbis-tools (Oggdec) и FLAC — для конвертирования MP3, OGG и FLAC файлов при записи аудио CD.
- MPlayer (с графическим интерфейсом на библиотеке GTK+) и MEncoder (с кодеком LAME) — для конвертирования видео DVD.